# سینیتووو
سینیتووو (به بلغاری: Sinitovo) یک منطقهٔ مسکونی در بلغارستان است که در استان پازارجیک واقع شده‌است.